# LXXXVII Corpo de Exército (Alemanha)
O LXXXVII Corpo de Exército (em alemão:LXXXVII. Armeekorps) foi um Corpo de Exército alemão que operou durante a Segunda Guerra Mundial.

## Comandantes
| Comandante                                     | Data                                       |
| ---------------------------------------------- | ------------------------------------------ |
| General der Artillerie Erich Marcks            | 1 de outubro de 1942 - 1 de agosto de 1943 |
| General der Infanterie Gustav-Adolf von Zangen | 1 de agosto de 1943 - 8 de julho de 1944   |
| General der Artillerie Curt Jahn               | 8 de julho de 1944 - 1 de setembro de 1944 |

## Área de operações
| França | outubro de 1942 - agosto de 1943  |
| Itália | agosto de 1943 - setembro de 1944 |